# Governo Mauroy I
Il primo governo Mauroy è stato il sedicesimo governo francese durante la Quinta Repubblica ed il primo del primo mandato del presidente François Mitterrand, in carica dal 22 maggio 1981 al 23 giugno 1981, durante la settima legislatura dell'Assemblée Nationale.
La coalizioni di sinistra che appoggiava il governo, era così rappresentata nell'esecutivo:
- Partito Socialista (PS): 26 ministri, 12 segretari di Stato
- Movimento dei Radicali di Sinistra (MRG): 2 ministri, un segretario di Stato
- Partito Comunista Francese (PCF): un ministro
- Movimento dei Democratici (MD): un ministro

## Composizione

### Primo ministro
| Nome          | Partito | Partito            |
| ------------- | ------- | ------------------ |
| Pierre Mauroy |         | Partito Socialista |

### Ministri di Stato
| Ministero                    | Nome | Nome                    | Partito |
| ---------------------------- | ---- | ----------------------- | ------- |
| Commercio estero             |      | Michel Jobert           | MD      |
| Interni e decentralizzazione |      | Gaston Defferre         | PS      |
| Pianificazione territoriale  |      | Michel Rocard           | PS      |
| Solidarietà nazionale        |      | Nicole Questiaux        | PS      |
| Ricerca e tecnologia         |      | Jean-Pierre Chevènement | PS      |

### Ministri
| Ministero                 | Nome | Nome             | Partito |
| ------------------------- | ---- | ---------------- | ------- |
| Relazioni estere          |      | Claude Cheysson  | PS      |
| Giustizia, Guardasigilli  |      | Maurice Faure    | MRG     |
| Difesa                    |      | Charles Hernu    | PS      |
| Economia e finanze        |      | Jacques Delors   | PS      |
| Educazione nazionale      |      | Alain Savary     | PS      |
| Agricoltura               |      | Édith Cresson    | PS      |
| Industria                 |      | Pierre Joxe      | PS      |
| Commercio ed artigianato  |      | André Delelis    | PS      |
| Lavoro                    |      | Jean Auroux      | PS      |
| Sanità                    |      | Edmond Hervé     | PS      |
| Trasporti                 |      | Louis Mermaz     | PS      |
| Tempo libero              |      | André Henry      | PS      |
| Cultura                   |      | Jack Lang        | PS      |
| Comunicazione             |      | Georges Fillioud | PS      |
| Mare                      |      | Louis Le Pensec  | PS      |
| Alloggi                   |      | Roger Quilliot   | PS      |
| Ambiente                  |      | Michel Crépeau   | MRG     |
| Veterani                  |      | Jean Laurain     | PS      |
| Poste e telecomunicazioni |      | Louis Mexandeau  | PCF     |

### Ministri delegati
| Ministero                  | Nome | Nome               | Partito |
| -------------------------- | ---- | ------------------ | ------- |
| Diritti delle donne        |      | Yvette Roudy       | PS      |
| Rapporti con il Parlamento |      | André Labarrère    | PS      |
| Affari europei             |      | André Chandernagor | PS      |
| Cooperazione e sviluppo    |      | Jean-Pierre Cot    | PS      |
| Gioventù e sport           |      | Edwige Avice       | PS      |
| Budget                     |      | Laurent Fabius     | PS      |

### Segretari di Stato
| Ministero                    | Delega                               | Nome | Nome                | Partito |
| ---------------------------- | ------------------------------------ | ---- | ------------------- | ------- |
| Primo ministro               |                                      |      | Jean Le Garrec      | PS      |
| Primo ministro               | Rimpatriati                          |      | Raymond Courrière   | PS      |
| Primo ministro               | Funzione pubblica e riforme          |      | Catherine Lalumière | PS      |
| Interni e decentralizzazione | Dipartimenti e territori d'oltremare |      | Henri Emmanuelli    | PS      |
| Solidarietà nazionale        | Sicurezza sociale                    |      | François Autain     | PS      |
| Solidarietà nazionale        | Anziani                              |      | Joseph Franceschi   | PS      |
| Solidarietà nazionale        | Famiglia                             |      | Georgina Dufoix     | PS      |
| Educazione nazionale         | Formazione professionale             |      | Marcel Debarge      | PS      |
| Agricoltura                  |                                      |      | André Cellard       | PS      |
| Industria                    | Energia                              |      | Georges Lemoine     | PS      |
| Ambiente                     |                                      |      | Alain Bombard       | PS      |
| Tempo libero                 | Turismo                              |      | François Abadie     | MRG     |